# T-70
T-70은 제2차 세계 대전 당시 붉은 군대가 사용했던 경전차로, 정찰용 T-60 정찰 전차와 보병 지원용 T-50 경전차를 대체했다. 1942년 1월, T-70은 붉은 군대에 도입되어 여러 기계 제조 공장에서 생산되었다. T-70의 생산은 1943년 10월까지 계속되었는데, 쿠르스크 전투의 결과와 T-70을 기반으로 한 SU-76 자주포 제작을 위한 시설에 대한 큰 필요성 때문에 T-70 생산을 중단하기로 결정했다. 총 8,231대의 T-70이 생산되었다.
1942년 여름부터 T-70 경전차는 동부 전선에 적극적으로 참여했다. T-70은 쿠르스크 전투 때까지 전장에 배치되었지만, 1945년까지 개별 부대가 T-70을 사용했음에도 불구하고 붉은 군대는 T-70을 퇴역시키기 시작했다. T-70은 1941년에서 1945년 사이에 붉은 군대에서 두 번째로 많이 생산된 전차였다. 1942년 말, T-70 설계국은 SU-76 보병대를 직접 지원하는 경량 포병대와 개선된 무기 또는 인체공학성을 가진 일련의 경전차 시제품, 그리고 실험용 대공전차를 건설했다. 제2차 세계 대전 이후 T-70은 소련 군대에서 철수되었다. 오늘날까지 러시아 군사 박물관과 기념관, CIS 국가 및 비 CIS 국가에 상당히 많은 T-70이 남아 있다.

## 설계 및 생산 과정
T-70의 이전 전차였던 T-60 경전차는 20 mm TNSh 포를 장착하였지만, 제2차 세계 대전이 발발하자 독일의 전차에 비해 장갑이 얇고 화력도 부족함이 드러났다. 다른 이전 전차였던 T-50 역시 구조가 복잡하고 생산 비용이 비싸 대량으로 생산하기에는 어려움이 있었다. 니콜라이 알렉산드로비치 아스트로프는 소련 정부의 경전차 생산을 돕기 위해 GAZ에 파견되었고, 아스트로프는 니즈니노브고로드에 도착하자마자 작업을 시작했다.
1941년 9월 아스트로프는 GAZ 전차 설계국 V.A. 데드코프, A.M. 크리거, 그리고 다른 사람들과 함께 그 해 10월에 현대화된 T-60의 설계를 시작했다. 현대화의 주요 방향은 무기 강화와 차량 동력 장치의 전력 증가였다. 동력 장치의 전력 증가를 위한 해결책으로, 두 개의 GAZ-202 엔진 중 "스파카"가 각각 70mph의 출력을 내며 서로 직렬로 연결되어 있었다. T-60과 동일한 레이아웃의 기갑차량 차체에 이 동력 장치를 배치할 수 있었지만, "스파카"의 길이로 인해 차체를 연장하고 차량에 다섯 번째 지지 롤러를 추가해야 했다. 현대화된 전차의 주요 무기는 데드코프에서 생산된 수정된 45 mm 대전차포였다.
이오시프 스탈린이 이끄는 소련의 최고 지도부는 이 탱크를 만드는 것을 지켜봤고, GAZ의 개발 기간 단축에 대해 불만을 표시하며, 설계자들에게 임무를 재촉했다. 새로운 GAZ-70 전차(프로젝트명 0-70 또는 070)의 시제품이 1942년 2월 14일에 조립되어 2월 20일에 시작된 전시 및 테스트를 위해 모스크바로 보내졌다. T-70의 장갑에 대해서는 학자마다 견해를 달리 하는데, M. 슈비린과 M. 콜로미예츠는 T-60에 비해 장갑이 약간 강화되었다고 주장하는 반면, I. G. 젤로토프와 그의 공동 저자들은 T-60과 유사한 두께를 가지고 있다고 주장했다. GAZ-70은 1인용 포탑이 달린 T-60 장갑차처럼 RKKA 군인들에게 깊은 인상을 주지 못했다. 그러나  아스트로프는 테스트에서 확인된 단점을 가능한 한 빨리 제거하겠다고 약속했으며, 전차의 전면장갑이 하부에서 45mm, 상부에서 35mm로 증가했다.
1942년 3월 6일, 스탈린이 서명한 국방위원회 제1394호 결의에 따라, T-70가 새로운 전차로 채택되었다. 같은 문서에는 GAZ가 설계 결함을 시정하기 위해 "70"의 직렬 생산을 시작하라는 명령이 포함되어 있었고, 3일 후 GKO 1417의 결의에 따라 37번과 38번 공장이 직렬 생산에 투입되었다. T-70은 독일제 2 cm 38호 대공포의 포탄에도 내성이 좋지 않았고 여러 가지 설계 및 제조 이유로 장갑을 두꺼울 수 없었기 때문에, 용접된 육각형의 포탑을 장착했다.
T-70에는 2인승 포탑을 장착하는 것이 더 복잡했다. 1942년 4월부터 N. A. 아스트로프와 그의 참모들은 이것에 대해 문제를 제기했지만 즉시 해결하지 못했다. 2인승 포탑의 설계 자체는 그리 어려운 일은 아니었지만, 그것의 설치는 전차를 10.5톤에서 11.5톤으로 더 무겁게 만들었기 때문이었다. GAZ-203의 표준 스파크 용량은 T-60의 엔진보다 큰 12.2–13.3mph/t의 중량을 제공했지만, T-70의 차체에 대한 신뢰성에 의문이 제기되었다. 11.5톤에 도달한 T-70의 부하 테스트에서 궤도는 고장나고, 서스펜션의 토션이 폭발하고, 고무 밴드와 지지 롤러가 빠르게 마모되며, 전차의 무게에 대한 저항으로 인해 변속 장치와 부하 장치가 더 빨리 고장 났다. 따라서 1942년 8월에 진행된 주요 작업은 T-70의 부품 및 구성 요소를 강화하고, 전차 엔진을 170 마력으로 가속화하는 측면에서 진행되었고, 1942년 10월, T-70에 필요한 모든 구성 요소(엔진, 2인승 포탑, 강화된 차체)를 시험했고, RKKA는 T-70을 무기로 승인할 것을 권고받았다. 그러나, 이 작업은 이루어지지 않았고, T-70 시리즈의 설계는 강화된 차체에 대해서만 변경하기로 결정했다. 2인승 포탑 T-70을 포기한 이유는 인간공학, 에너지 장비, 안전성의 모든 요구사항을 고려한 T-70의 추가 개발 계획인 경전차 T-80의 일렬 생산을 위한 준비 때문이었다.
T-70은 또한 강화 무기, 자주포, 대공포 등을 갖춘 실험용 경전차를 다수 개발하는 토대 역할을 했다. 이를 바탕으로 경자주포인 SU-76이 만들어졌고, 이는 제2차 세계 대전이 끝날 때까지 생산되었다. 소련 최초의 대공 자주포 ZSU-37은, SU-76에 기본을 두고 개발되었다.

## 운용
1943년 7월 6일, 제49근위전차여단의 파블로비치 중위가 지휘하는 T-70이 포크로브카 마을 근처에서 독일군 전차 4대를 파괴했다. 1944년 3월 26일, 제3근위대 전차군의 알렉산더 페고프 중사가 T-70 1대를 이끌고 독일군 전차 18대가 접근하는 것을 목격했다. 페고프는 나뭇잎에 가려진 매복 자세를 취하고 기다렸다. 독일의 판터가 들어온 후, T-70은 갑자기 APCR을 발사하여 판터 한 대에 불을 지르고 다른 한 대를 고정시켰다. T-70이 후퇴하는 동안 격파된 판터 전차들이 길을 막았다. 페고프는 중위로 진급하여 소비에트 연방의 영웅으로 훈장을 받았다.